# Domenec de Guzman
Domenec de Guzman (Tavernes de la Valldigna, Valencia, 4 de agosto de 1964) es un actor español de cine, teatro y televisión. Su carrera se desarrolla mayormente en Cataluña, donde forma parte de diferentes compañías teatrales y series de televisión. En TV3 alcanzó popularidad por su personaje de "Senyor Pla", en el programa de Club Super 3, papel que interpretó durante 15 años.

## Biografía
Domenec de Guzman nació en Tavernes de la Valldigna. Realizó varios cursos de Artes Plásticas y Psicología en Valencia, disciplinas que cambió por la construcción de personajes. Se trasladó a Barcelona donde inició estudios teatrales en el Col·legi del Teatre. Se diplomó en dinamización teatral y obtuvo su primer papel en el cine bajo la dirección de Ventura Pons en ¡Puta Miseria!. Posteriormente, continuó sus estudios y se licenció en Arte Dramático en el Instituto del Teatro de Barcelona.
Compaginó sus estudios y primeras apariciones en televisión y teatro con los de gerente de discoteca, barman, ayudante de maestro coctelero y camarero en "brigadas de guante blanco". Se transformó en muñeco con habilidades humanas para el Museo de Cera de Barcelona y, poco tiempo después, finalizó los estudios de técnico en Gestión Cultural. 

## Trayectoria profesional
Participó en la ceremonia de clausura de los Juegos Olímpicos de Barcelona del año 1992 con Tricicle y, poco después, formó La Provisional, una compañía teatral con sede en el Real Círculo Artístico de Barcelona.
En 1994, se alistó en el teatro de vanguardia con La Fura dels Baus en su primer espectáculo tecnológico (MTM) con gira nacional y europea.
Formó parte de la serie de TV3, Estació d’enllaç y justo después participó en el programa A la babalà, en el Canal 9 de Televisión Valenciana, con su propia sección en la que dio vida al Savi Xinxeta. 
Se sumergió en el mundo del circo, de la mano de la compañía Monti & Cia de Joan Montanyès i Martínez como payaso carablanca, haciendo temporadas con el Circo Raluy, el Circ Crac de Tortell Poltrona, o el Circo Sensaciones.
Participó en varios textos clásicos de teatro de autores como Shakespeare, en el Festival Grec de Barcelona, Valle Inclán en la Fundación de las Artes Escénicas de Valencia, o Lope de Vega, con su obra El perro del hortelano de Magüi Mira con gira por España y temporada en el Teatro Fernán Gómez de Madrid. Siguió con el verso de Lope de Vega en Fuenteovejuna para el Teatro Nacional de Cataluña (TNC) y temporada en la Compañía Nacional de Teatro Clásico.
Pasó al teatro contemporáneo americano para el TNC con la obra Panorama des del pont de Arthur Miller. También participó en Començaments sense fi, obra teatral basada en textos de Franz Kafka, para el TNC, con dirección de Georges Lavaudant.
Intervino en la creación del espectáculo Grottesco para el Fórum Universal de las Culturas de 2004 de Barcelona como Maestro de Ceremonias e hizo temporadas en el Teatre Lliure (con Pallassos de Nadal) y en el Teatro de la Abadía de Madrid con Fools-Folls, bajo la dirección de Marc Montserrat Drukker y puesta en escena de Joan Font.
Pasó por el teatro musical con la obra Chicago, producción de Coco Comín. También ejerció como Showman cantante en la Orquesta Kontinental.
Ha interpretado y ha sido la voz en varios temas bajo la batuta y composición de Marc Parrot en varias producciones con temas que forman parte de la banda sonora del programa Club Super 3 de TV3, y temporada en el Teatro Victoria de Barcelona con el musical El Castell embruixat, producido por TV3 y la compañía Dagoll Dagom.
En sus incursiones en el mundo del cine y la televisión se convirtió en hombre gris oportunista, guardia civil de época, matón de mercadillo, alegre divorciado, jugador adicto o jefe de taller mecánico. En 2006, se convirtió en uno de los personajes del programa del Club Super3, producido por TV3, dando vida al "Senyor Pla", el malvado y avaro arrendador, papel que interpretó durante 15 años.
Finalizado el proyecto con TV3, regresó al cine en el 2022 con el wéstern L'Escanyapobres del director Ibai Abad.

## Filmografía

### Películas
| Año  | Título                     | Personaje              | Director          |
| ---- | -------------------------- | ---------------------- | ----------------- |
| 1989 | Puta misèria!              | Reparto                | Ventura Pons      |
| 1989 | El pont de Varsòvia        | Periodista             | Pere Portabella   |
| 1990 | Això no és una pel·lícula  | Gángster               | Francesc Casanova |
| 1992 | Los mares del sur          | Reparto                | Manel Esteban     |
| 1993 | Monturiol                  | Camàlic                | Francesc Bellmunt |
| 1999 | La ciudad de los prodigios | Mozo estación          | Mario Camús       |
| 2006 | Coronel Macià              | Sargento Guàrdia Civil | Josep Maria Forn  |
| 2007 | La vida abismal            | Jugador maduro         | Ventura Pons      |
| 2022 | Escanyapobres              | Alfredo                | Ibai Abad         |

## Series
| Año       | Serie                         | Personaje             | Canal       |
| --------- | ----------------------------- | --------------------- | ----------- |
| 1996-1998 | Estació d'enllaç              | Guardia de seguridad  | TV3         |
| 1998      | Sota el signe de... Tauro     | Agustí                | TV3         |
| 1998-1999 | A la Babalà                   | Savi Xinxeta          | Canal 9 TVV |
| 1999      | Plats bruts                   | Enfermero             | TV3         |
| 2000      | Des del balcó                 | Miliciano 1 (Masover) | TV3         |
| 2001      | L'estratègia del Cucut        | Operario              | TV3         |
| 2003      | Joc i Mentides                | Cliente 1             | TV3         |
| 2004      | Estocolm                      | Jefe de taller        | TV3         |
| 2007      | El estafador                  | Felipe                | Telemovie   |
| 2008      | Buscando al hombre perfecto   | Oriol                 | Telemovie   |
| 2015      | Solisombra                    | Alegre divorciado     | Webserie    |
| 2015      | Super 3: el musical           | Sr. Pla               | TV3         |
| 2015      | Oh Happy Nens! (Oh Happy Day) | Sr. Pla               | TV3         |
| 2006-2021 | Club Super 3                  | Sr. Pla               | TV3         |

### Teatro
| Obra                                         | Año       | Dirección               |
| -------------------------------------------- | --------- | ----------------------- |
| La canción de la isla                        | 1989      | Creación propia         |
| Forty Boys: Salto a la Carpa                 | 1991      | Creación propia         |
| Literatura de Arthur Schnitzler              | 1992      | Gabriel Piñuel          |
| MTM                                          | 1994      | La Fura dels Baus       |
| Picadillo i Canelons                         | 1995      | Lourdes Barba           |
| Treball d'amor perdut de William Shakespeare | 1995      | Ferran Madico           |
| Chicago                                      | 1998      | Marc Montserrat-Drukker |
| L'inspector                                  | 1998      | Joan Raja               |
| Fools-folls (Monti & Cia)                    | 1999-2000 | Marc Montserrat-Drukker |
| Creieu-me, un esperit se m'ha ficat al cos   | 2001      | Jaume Mallofré          |
| Pallassos de Nadal (Monti & Cia)             | 2001      | Joan Montanyès          |
| Coriolà de William Shakespeare               | 2002      | Georges Lavaudant       |
| El perro del Hortelano de Lope de Vega       | 2002      | Magüi Mira              |
| Començaments sense fi                        | 2003      | Georges Lavaudant       |
| Las comedias bárbaras de Valle Inclán        | 2003      | Bigas Luna              |
| Grottesco (Monti & Cia)                      | 2004      | Joan Montanyès          |
| Venecia                                      | 2005      | Ever Blanchet           |
| Fuenteovejuna de Lope de Vega                | 2005      | Ramón Simó              |
| Panorama des del pont de Arthur Miller       | 2006      | Rafel Duran             |
| El castell embruixat                         | 2013-2014 | Dagoll Dagom            |

### EspectáculosClub Super 3(2007-2018)
- Salvem la Lila – espectáculo en el Estadio Olímpico de Barcelona
- Roc, fes-li un petó – espectáculo en el Estadio Olímpico de Barcelona
- Volem canal Super3 – espectáculo en el Estadio Olímpico de Barcelona
- Fem un salt – espectáculo en el Estadio Olímpico de Barcelona
- Uh! Oh! No tinc por! – espectáculo en el Estadio Olímpico de Barcelona
- Em moc, em moc – espectáculo en el Estadio Olímpico de Barcelona
- Connectem – espectáculo en el Estadio Olímpico de Barcelona
- Sóc així – espectáculo en el Estadio Olímpico de Barcelona
- Arkandú – espectáculo en el Estadio Olímpico de Barcelona
- 6Q – espectáculo en el Estadio Olímpico de Barcelona
- Tenim el poder – espectáculo en el Estadio Olímpico de Barcelona
- L'illa de les tortugues – espectáculo en el Palau Sant Jordi de Barcelona